# 이상민 (1999년)
이상민(李相旻, 1999년 8월 30일 ~ )는 대한민국의 축구 선수로, 포지션은 수비형 미드필더, 센터백이며 현재 성남 FC 소속이다.